# Clitoria pendens
Clitoria pendens är en ärtväxtart som beskrevs av Paul R. Fantz. Clitoria pendens ingår i släktet Clitoria, och familjen ärtväxter. Inga underarter finns listade i Catalogue of Life.